# Dracorex
Dracorex byl býložravý dinosauří rod z čeledi Pachycephalosauridae. Žil v pozdní křídě na území Severní Ameriky. Jeho jediným druhem je Dracorex hogwartsia, což znamená "dračí král z Bradavic". Většina paleontologů se dnes domnívá, že ve skutečnosti nejde o samostatný rod a druh, ale spíše o ontogenetické stadium (mladého nedospělého jedince) druhu Pachycephalosaurus wyomingensis.

## Popis
Je znám z jedné téměř kompletní lebky (měla špičaté rohy, hrboly a protáhlý čumák) a čtyř krčních obratlů − prvního (atlas), třetího (axis), osmého a devátého. Nalezeny byly v souvrství Hell Creek v Jižní Dakotě třemi amatérskými paleontology ze Sioux City v Iowě. Lebka byla následně darována Dětskému museu v Indianopolis ke studiu (2004) a poté ji v roce 2006 formálně popsal paleontolog Robert T. Bakker a Robert Sullivan. Poslední dobou však bylo shromážděno množství fosilií, naznačujících, že jde zřejmě pouze o nedospělého jedince rodu Pachycephalosaurus. Délka tohoto pravděpodobného mláděte pachycefalosaura činila asi 2,4 metru.

## Populární kultura

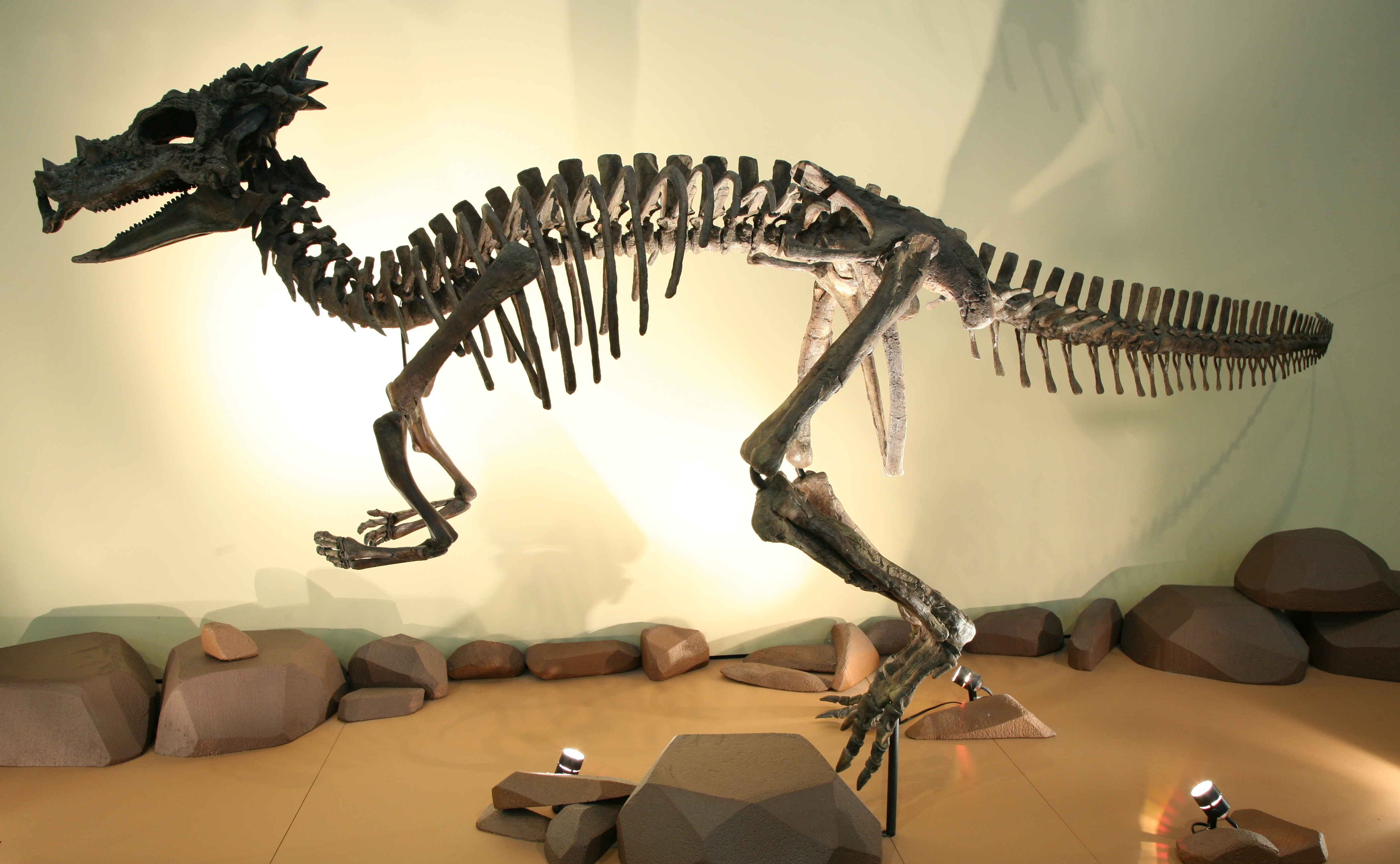
Kostra drakorexe

Název, který tento rod dostal, byl inspirován mladými návštěvníky dětského muzea jako pocta drakům, které tento druh připomíná (Dracorex = "Dračí král"), tak i jako pocta knižní sérii o Harrym Potterovi od J.K.Rowlingové (hogwartsia = "z bradavic") podle fiktivní Bradavické školy čar a kouzel. Tento rod se také objevuje v knize Poslední dny dinosaurů, kde je zmíněna i jeho sporná taxonomická platnost.